# El engaño (telenovela colombiana)
El engaño fue una telenovela colombiana producida en 2006 por Caracol Televisión. Protagonizada por Ana Lucía Domínguez y Luis Mesa y con las participaciones antagónicas de Margarita Ortega, Patricia Ércole, Ana Soler, Andrea Nocetti y Alejandro Martínez. Escrita por la autora española María José Ferreiro y dirigida por Andrés Marroquín y Juan Carlos Vásquez. Esta novela se caracterizó por su estreno en época decembrina lo que marcó su muy corta duración al aire, tan solo dos meses, a pesar de ser una excelente producción.

## Sinopsis
La trama giraba en torno al suspenso y la maldad. La historia comienza con el asesinato de Alejandro (Alejandro Martínez), en su noche de bodas con Marcela García (Ana Lucia Domínguez), quien se entera de los hechos al despertarse en su habitación. Marcela huye del lugar por recomendación de su abogado, mientras se esclarece lo ocurrido en esa noche, a la vez que recuerda que sostuvo una discusión con su esposo esa noche y lo atacó después que se enteró de que la había engañado. Luego de esto, Marcela se convierte en Camila Navarro, con el objetivo de descubrir lo realmente ocurrido en su noche de bodas y descubrir al verdadero asesino.

## Elenco
- Ana Lucía Domínguez como Marcela García / Camila Navarro (Protagonista)
- Luis Mesa como Carlos Santillana (Protagonista)
- Margarita Ortega como Roxana Estévez (Villana. Ex-prometida de Carlos, quiere reconquistarlo, es la verdadera esposa de Alejandro)
- Patricia Ércole como Eugenia Andrade (Villana. Ex-amante de Alejandro, hermana de Marina)
- Ana Soler como Marina Andrade (Villana. Hermana de Eugenia)
- Andrea Nocetti como Paola (Villana. Novia de Carlos)
- Alejandro Martínez como Alejandro Villegas (Villano. Esposo de Roxana, engañó a Marcela con un matrimonio)
- Gerardo Calero como Armando Linares (Abogado de Marcela)
- Alina Lozano como Susana (Mano derecha de Armando)
- Diana Neira como Sofía Andrade (Sobrina de Eugenia y Marina)
- Margalida Castro como Sara (Ama de llaves de la familia Santillana)
- Martha Silva como Doña Clara García (Madre de Marcela y Luis)
- Gerardo de Francisco como Ernesto Santillana (Padre de Carlos)
- Pedro Mogollón como capitán Raúl Lovera (Capitán que está a cargo de la investigación de la muerte de Alejandro)
- María Eugenia Parra como Alida (Mejor amiga de Clara)
- Teresa Gutiérrez como Doña Amelia Santillana
- Luz Stella Luengas como Ruth de Villegas (Madre de Alejandro)
- Felipe Calero como Luis García (Hermano de Marcela, hijo de Clara)
- Juan Pablo Llano como Manuel Fuentes (Hermano de Miguel)
- Javier Echevarría Escribens como Miguel Fuentes (Mejor amigo de Carlos)
- María Isabel Henao como Elena (Prometida de Miguel)
- Walter Luengas como Acuña (Agente que trabaja con el capitán)
- Juan Pablo Franco como Horacio Santillana (sobrino de Ernesto y primo de Carlos)
- Isa Salazar
- Alejandro Mendoza como Álvaro (Amigo de Luis, enamorado de Marcela)
- Sandra Moya